# 分配函数 (場の量子論)
場の量子論では、分配函数 (ぶんぱいかんすう、英: partition function) Z[J] は、相関函数の母函数である。通常、分配函数は、次の汎函数積分の形で表現される。
{\displaystyle Z[J]=\int {\mathcal {D}}\phi e^{i(S[\phi ]+\int d^{d}xJ(x)\phi (x))}}
ここに S は作用汎函数とする。 
場の量子論における分配函数は、数学的な分配函数の特別の場合であり、統計力学の分配函数と関係している。二番目の差異は、より単純な分配函数の定義に見られるランダム変数の可算個の集まりが、非可算な集合に取って替わられ、従って、場 {\displaystyle \phi } を渡る汎函数積分を使うことが必須となる。

## 適用方法
n-点相関関数 {\displaystyle G_{n}} は、次のような経路積分の定式化を使い表現することができる。
{\displaystyle G_{n}(x_{1},...,x_{n})\equiv \langle \Omega |T\{\phi (x_{1})\cdots \phi (x_{n})\}|\Omega \rangle ={\frac {\int {\mathcal {D}}\phi \,\phi (x_{1})\cdots \phi (x_{n})\exp(iS[\phi ]/\hbar )}{\int {\mathcal {D}}\phi \,\exp(iS[\phi ]/\hbar )}}} .
この式の左辺は、S-行列要素の計算で使われる時間順序積である。右辺の {\displaystyle {\mathcal {D}}\phi } は、場の構成に値を持つことのできる古典的作用 {\displaystyle S[\phi ]} により与えられることのできる、すべての古典的場の構成 {\displaystyle \phi (x)} 上を渡り積分することを意味する。母函数 {\displaystyle Z[J]} は、上の経路積分を計算するために、任意函数 {\displaystyle J} （この脈絡では「カレント」(current)と呼ばれる）を使い、計算することができる。
（4-次元での）定義より、
{\displaystyle Z[J]=\int {\mathcal {D}}\phi \exp \left\{{\frac {i}{\hbar }}\left[S[\phi ]+\int d^{4}xJ(x)\phi (x))\right]\right\}}
を得て、n-点相関函数 {\displaystyle G_{n}(x_{1},...,,x_{n})} の汎函数の微分を使い、この函数は次のように理解することができる。
{\displaystyle G_{n}(x_{1},...,x_{n})=(-i\hbar )^{n}{\frac {1}{Z[0]}}\left.{\frac {\partial ^{n}Z}{\partial J(x_{1})\cdots \partial J(x_{n})}}\right|_{J=0}\ .}

## 統計力学との関係
母函数は、統計力学の分配函数の場の量子論の類似である。このことは、系について知りたいと思うもののすべてを教えてくれる。母函数は、任意の個別の場の理論の高級な枠組みである。ある特別な理論の for {\displaystyle Z[J]} が完全閉形式であれば、完全にこれを解くことができる。
統計力学の分配函数とは異なり、場の量子論の分散函数は、作用の先頭に余剰な因子 i を付加し、実数ではなく複素数で積分する。このことは、しばしばウィック回転をするかのように誤って理解されているが、そうではない。むしろ i の意味は、場 {\displaystyle \phi } を量子力学的な確率振幅として理解すべきであり、値を複素射影空間に取るという事実と理解すべきである。（複素射影空間は、複素ヒルベルト空間であるが、確率振幅は 1 に依然として正規化されているので、「射影的」という用語をつけた。）これとは対照的に、より伝統的な分配函数は、確率変数が実数に値をとり、単体 (simplex) 上を渡ることを意味する。-- 単体とは累計として合計すると 1 となるようなコンパクトな幾何学的な領域を言う。因子 i は複素射影空間の中の体積という自然な測度のヤコビ行列式として理解することができる。（非常にまれではあるが）複素数に値をとる確率振幅がある他の数学的空間に値をとるような場に置き換わる場合は、i はこの空間により適切な因子（つまり、ヤコビ行列式）に代わるべきである。